# Lasioglossum rufopantex
Lasioglossum rufopantex is een vliesvleugelig insect uit de familie Halictidae. De wetenschappelijke naam van de soort is voor het eerst geldig gepubliceerd in 2001 door Engel.